# Lubbock County
Lubbock County är ett administrativt område i delstaten Texas, USA. År 2010 hade county 278 831 invånare (2010). Den administrativa huvudorten (county seat) är Lubbock. 

## Geografi
Enligt United States Census Bureau har countyt en total area på 2 333 km². 2 330 km² av den arean är land och 3 km² är vatten.

### Angränsande countyn
- Hale County - norr
- Crosby County - öster
- Lynn County - söder
- Hockley County - väster